# Take the deviled eggs...
Take the deviled eggs... (Llevaos los malditos huevos duros, en español) es el episodio n.º 49 de la serie de televisión norteamericana Gilmore Girls.

## Resumen del episodio
Rory recibe una invitación de Sherry para ir a su baby shower y va a Boston para la reunión; cuando Lorelai se dispone a dejar a Rory, Sherry le insiste para quedarse. Aunque Lorelai no acepta, luego de mucho insistir Sherry consigue que cambie de parecer. Las chicas Gilmore son las únicas que al parecer no disfrutan mucho de los juegos, a diferencia de Sherry y sus amigas. Además, Sherry afirma que su casa podría ser el segundo hogar de Rory cuando ella vaya a Harvard, algo que no le hace mucha gracia a Lorelai, así como también cuando Sherry le dice que Christopher se preocupa mucho por ella y por su hijo. Todo esto hace que Lorelai se irrite, y Rory intenta calmar a su madre. Mientras tanto, Luke descubre que Jess ha adquirido un auto y se sorprende cuando su sobrino consigue un segundo empleo en una gran cadena de supermercados. Sin embargo, cuando las chicas Gilmore regresan del baby shower de Sherry con unos huevos endiablados, deciden hacer una catarsis lanzando los huevos al auto de Jess. Y el pueblo entero está al tanto de lo que pasa cuando alguien sube a lo alto de la iglesia para colocar un anuncio, aunque nadie consigue verlo.

## Curiosidades
- Cuando Jess descubre que su auto está lleno de huevos, hay más de los que Lorelai y Rory echaron la noche anterior.

- Datos: Q5682302